# Снек
Снек (нидерл. Sneek МФА: [sneːk]о файле, з.-фриз. Snitsо файле) — город в Нидерландах, в провинции Фрисландия, административный центр общины Юго-Западная Фрисландия. До 2011 года был административным центром общины Снек.
Население — 33 257 жителей (2008). Территория — 34,03 км².
Город расположен на автостраде A7 Амстердам — Германия.
В 1492 году жители города начали возводить городскую стену. Снек считается единственным фризским городом, который был полностью окружен городской стеной. Водяные ворота (de Waterpoort) сохранились до наших дней. После 1672 года город стал развиваться до сегодняшней формы.

## Известные уроженцы
- Ник Де Врис (род. 1995), нидерландский автогонщик.
- Шерида Спице (род. 1990), нидерландская футболистка.
- Питер Гербранди (1885-1961), нидерландский политик, премьер-министр Нидерландов в 1940-1945 гг.
- Виллем Де Ситтер (1872-1934), нидерландский астроном.
- Пьер Герлофс Дониа (1480-1520), фризский пират и боец за независимость.